# Seconds Out
Seconds Out är ett dubbellivealbum med progrockgruppen Genesis. Det spelades in i Paris 1976 och 1977 och släpptes i oktober 1977.
Albumet är Genesis sista med gitarristen Steve Hackett, han lämnade gruppen medan det mixades. Detta ses ofta som slutet på bandets progrock-era, då man i och med det följande albumet, ...And Then There Were Three..., började utvecklas mot en mer poporienterad rock.

## Låtlista
Samtliga låtar skrivna av Tony Banks, Phil Collins, Peter Gabriel, Steve Hackett och Mike Rutherford, om inte annat anges.
Skiva ett
1. "Squonk" (Banks, Rutherford) - 6:39
2. "The Carpet Crawlers" - 5:28
3. "Robbery Assault & Battery" (Banks, Collins) - 6:04
4. "Afterglow" (Banks) - 4:28
5. "Firth of Fifth" - 8:56
6. "I Know What I Like" - 8:50
7. "The Lamb Lies Down on Broadway" - 4:59
8. "The Musical Box (Closing Section)" - 3:09

Skiva två
1. "Supper's Ready" - 24:35
2. "Cinema Show" - 11:00
3. "Dance on a Volcano" (Banks, Collins, Hackett, Rutherford) - 4:21
4. "Los Endos" (Banks, Collins, Hackett, Rutherford) - 7:14